# Jesús Gervasio Pérez Rodríguez
Jesús Gervasio Pérez Rodríguez OFM (* 19. Juni 1936 in Tamaraceite, Gran Canaria; † 23. März 2021 in Cochabamba, Bolivien) war ein spanischer Ordensgeistlicher und römisch-katholischer Erzbischof von Sucre.

## Leben
Jesús Pérez wurde in Tamaraceite, einem Stadtteil von Las Palmas de Gran Canaria, geboren und kam 1960 nach Sucre, der konstitutionellen Hauptstadt von Bolivien. 1962 trat der Ordensgemeinschaft der Franziskaner bei und empfing am 29. Juni 1962 die Priesterweihe. Er hatte verschiedene Ämter im Franziskanerorden inne und engagierte sich in der Jugendarbeit sowie in der Seelsorge.
Papst Johannes Paul II. ernannte ihn am 14. Juni 1985 zum Titularbischof von Lilybaeum und zum Weihbischof im Erzbistum Sucre. Die Bischofsweihe spendete ihm der Alterzbischof von Sucre, Josef Clemens Kardinal Maurer CSsR, am 8. September 1985; Mitkonsekratoren waren Santos Abril y Castelló, Apostolischer Nuntius in Bolivien, und René Fernández Apaza, Erzbischof von Sucre und Militärbischof von Bolivien. Am 6. November 1989 erfolgte die Ernennung zum Erzbischof von Sucre durch Papst Johannes Paul II. Er engagierte sich vor allem in der pastoralen Arbeit. Er initiierte die Gründung von acht Häusern für Ordensfrauen und zwei für Männerorden. Er begleitete den Weg von 70 Diözesanpriestern, vier Jesuiten, zwei Salesianern, zwei Trinitariern, zwei Franziskanern, einem Malteser und zwei Dominikanern zur Ordination.
Am 2. Februar 2013 nahm Papst Benedikt XVI. das von Jesús Gervasio Pérez Rodríguez aus Altersgründen vorgebrachte Rücktrittsgesuch an.